# アリオウィストゥス
アリオウィストゥス（Ariovistus, ? - 紀元前54年?）は、紀元前1世紀のゲルマン人・スエビ族の族長。ガリア戦争でガイウス・ユリウス・カエサル率いるローマ軍と対決した。

## 来歴
出自についてはよく分かっていない。ガリア語（ケルト語）をよく知っていたようであるが、これは当時のゲルマン人には珍しいことであった。妻は2人が知られており、1人はスエビ族の出身、もう1人はノリクム王ウォッキオの姉妹であった。後の逃亡の際にこれら2人の妻は死に、2人いたうちの娘も1人しか生き延びることができなかった。
紀元前71年頃、15000人を率いてライン川上流を渡ってガリアに侵入した。全ガリアでの覇権を巡ってハエドゥイ族と争っていたセクアニ族とアルウェルニ族を助けるためであった。紀元前61年にアリオウィストゥスはハエドゥイ族をマゲトブリガで破り、貢納義務を負わせ、ハエドゥイ族に対し酷薄な支配を行った（ただし第三者でないカエサルの記述による）。ハエドゥイ族はローマに救援を要請したが、ローマの内政が落ち着いていなかったために見送られた。それどころかローマの元老院はアリオウィストゥスを「ローマ人の友」とさえ呼んだ。その理由は定かではないが、いずれにせよカエサルがガリアに介入する以前から、アリオウィストゥスはガリアで一大勢力をもっていた。
カエサルの伝える所によれば、アリオウィストゥスは12万人のゲルマン人をライン川東岸から呼び寄せた（新たな植民地を求めていたからとされる）。これらゲルマン人はセクアニ族の所領のうちでも肥沃な地の3分の1を占拠し、さらに残る3分の1も要求した。アリオウィストゥスはゲルマン人のハルデス族、ウァンゴイネス族、トリボケス族、セドゥシイ族、マルコマンニ族、そしてネメティ族を呼び寄せてこの地に居住させ、その支配を固めようとした。
ここにガリア族はカエサルに救援を求めた。カエサルにとって遅かれ早かれ、ガリアの地に住むゲルマン人は大きな脅威になることは間違いなく、対処が必要であった。カエサルはアリウィストゥスに使者を送り、これ以上ゲルマン人をライン川の対岸から呼び寄せないこと、ハエドゥイ族から取った人質を解放すること、ハエドゥイ族やその同盟者を平和に保つことを要求した。アリオウィストゥスもローマの野心を知っており、軍事的衝突は避けられなくなった。
カエサルは、既にヘルウェティイ族に介入したのと同じように、「自由ガリア」（既にローマの支配下にあるガリア・ナルボネンシスとガリア・キサルピナを除いたガリア）に介入することを厭わなかった。カエサルは戦略的要衝にあり要害でもあるセクアニ族の首邑ウェソンティオを占領し、軍を養った。そこで初めてローマ軍は敵軍の巨大さと恐ろしげな外見について耳にし、恐慌に陥った。しかしカエサルの情熱的な演説により兵士は士気を取り戻した。この経緯の描写についてはカエサルの誇張である。『ガリア戦記』の記述は、カエサル自身の目的のために、その主観に基づいて書かれている。
現在のミュルーズに近いと思われる地で紀元前58年に行われたウォセグスの戦いでは、アリオウィストゥス率いる七部族のゲルマン人のうち、8万人が倒されたという。アリオウィストゥス自身は敗走し、少人数とともにゲルマニアに戻った。
その後については、紀元前54年にゲルマン人がアリオウィストゥスを追悼したという記述が『ガリア戦記』にある以外は伝わっていない。

## 史料に見られる人物像
アリオウィストゥスに関する主な史料は、カエサルの手になる『ガリア戦記』と、3世紀の元老院議員で歴史家のカッシウス・ディオが書いた『ローマ史』であるが、『ローマ史』のほうはカエサルの記述に頼らずより古い資料に基づいて記述されているようである。カエサルはアリオウィストゥスを粗暴なゲルマン人でガリア人に対して非道な振る舞いをしたと書いているが、愚昧な野蛮人といった描き方はしていない。カエサルの使者とアリオウィストゥスの間に交わされたやり取りではその自尊心が見て取れる。カエサルはアリオウィストゥスを「ゲルマン人の王」と呼び、スエビ族の王とは呼んでいない。

## 考古学的知見
アリオウィストゥス率いるスエビ族やマルコマンニ族のライン川やエルベ川方面への西方移動は、マルコマンニ族の王国の終焉を示す資料がボヘミアで見つかっていることもあり、その始まりから考古学的に追うことが可能である。豊かな副葬品をもつこれらゲルマン人の墓は1930年代にテューリンゲン州でも発見されている。